# اخلاط‌جیق
اخلاط‌جیق (به ترکی استانبولی: Ahlatçık) یک منطقهٔ مسکونی در ترکیه است که در قسطمونی واقع شده‌است.